# لیگ ۱ فوتبال جزایر ماریانای شمالی
لیگ ۱ جزایر ماریانای شمالی، رقابت‌های فوتبال حرفه‌ای در سطح بالا زیر نظر فدراسیون فوتبال جزایر ماریانای شمالی است. بالاتر از لیگ ۲ جزایر ماریانای شمالی است، اما هیچ صعود/ سقوط منظمی بین دو رقابت وجود ندارد
1. ↑  "about the NMIFA". NMIFA. Archived from the original on 14 October 2013. Retrieved 20 September 2013.
2. ↑  "Northern Marianas — List of Champions". RSSSF. Retrieved 19 September 2013.